# Walk This Way (Aerosmith)
Walk This Way è un singolo del gruppo musicale statunitense Aerosmith, pubblicato il 28 agosto 1975 come secondo estratto dal terzo album in studio Toys in the Attic.
Brano tra i più celebri del quintetto di Boston, trae ispirazione da una scena del film Frankenstein Junior dove Igor dice «segua i miei passi» (in originale "walk this way"); raggiunse il decimo posto di Billboard nel 1977.
Composto da Steven Tyler e Joe Perry, il brano fu riproposto nel 1986 dal gruppo rap Run DMC con la collaborazione degli stessi Aerosmith. Questa versione raggiunse la quarta posizione di Billboard e permise agli autori originali di tornare in auge. Inoltre questa collaborazione tra un gruppo hard rock ed uno hip hop pose le premesse per il genere musicale ibrido rap metal, affermatosi in seguito negli anni novanta.
Nel 1999 MTV include Walk This Way tra i 100 più grandi video mai realizzati (esattamente al quinto posto). L'ormai celebre riff di Joe era venuto fuori per caso durante un soundcheck, con Joey che gli suonava sopra con la batteria.

## Collaborazioni
Nel 1989 il gruppo musicale rock statunitense Bon Jovi cantò questa canzone con Steven Tyler e Joe Perry a Milton Keynes.

## Versione delle Sugababes con le Girls Aloud
Il 12 marzo 2007 è stata pubblicata una cover in chiave pop del brano, incisa dalle Sugababes insieme alle Girls Aloud in onore del Red Nose Day, giornata organizzata dalla Comic Relief, organizzazione fondata dallo scrittore comico Richard Curtis nel 1985 per sensibilizzare le persone alla fame in Etiopia.
La canzone ha riscosso un ottimo successo in Regno Unito, dove ha raggiunto la prima posizione della classifica.

### Tracce e formati
UK CD single (1724331)
1. Walk This Way – 2:52
2. Walk This Way (Yoad Mix) – 3:01
3. Walk This Way (video) – 3:07
4. Behind the Scenes Footage (video) – 3:15

### Classifiche
| Classifica (2007) | Posizione massima raggiunta |
| ----------------- | --------------------------- |
| Regno Unito       | 1                           |
| Irlanda           | 14                          |

## Altre versioni
Tra gli artisti che hanno interpretato la canzone c'è Macy Gray, che ne ha registrato una versione per The Very Best of Macy Gray del 2004.
Il 25 novembre 2013 una nuova versione remix del brano, realizzato dalla produttrice discografica italiana EVO-K è stata pubblicata all'interno di un album discografico con le hits di Tiësto e Afrojack (due fra i DJ producer più noti nell'ambito dell'electronic dance music internazionale).